# Lucifero

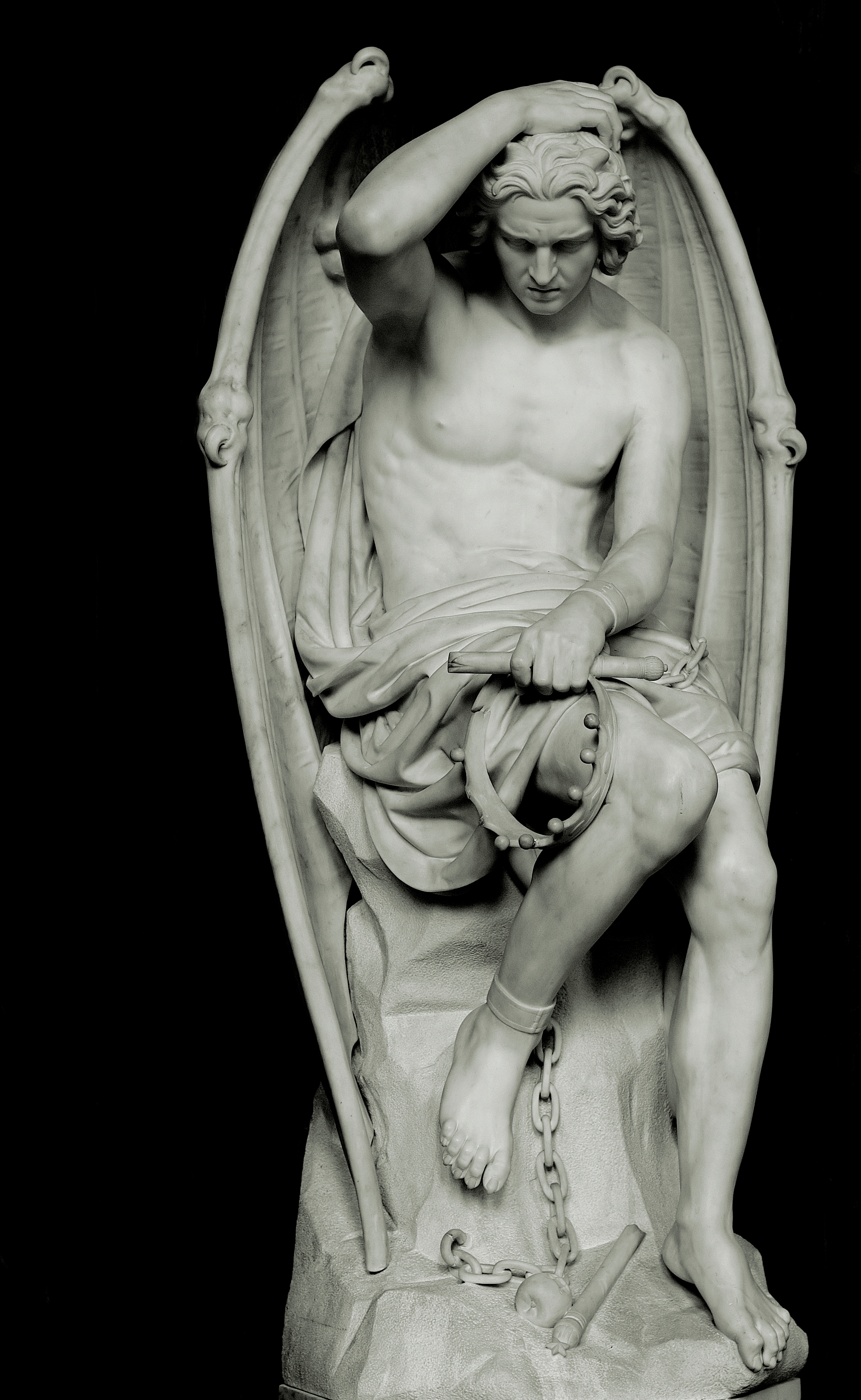
Il genio del male, scultura rappresentante Lucifero conservata nella cattedrale di San Paolo a Liegi (Belgio)

Il termine Lucifero il cui significato letterale è Portatore di luce, è un termine con il quale ci si può riferire a differenti entità mitologiche (la divinità romana "Lucifer", la corrispondente divinità greca Fosforo e per molti filoni del cristianesimo, a Satana) o anche al pianeta Venere il quale è associato alle citate divinità greco-romane.
Il termine luciferismo indica invece l'adorazione e la devozione a tale entità. Secondo i principali filoni teologici del cristianesimo, questo essere sarebbe perfettamente assimilabile alla figura di Satana, mentre secondo altri movimenti e dottrine esegetiche si tratterebbe di due entità diverse.

## Origine e significato
Il termine significa letteralmente Portatore di luce, in quanto tale denominazione deriva dall'equivalente latino lucifer, composto di lux (luce) e ferre (portare), sul modello del corrispondente greco phosphoros (phos=luce e phero=portare), e in ambito sia pagano che astrologico esso indica la cosiddetta «stella del mattino», cioè il pianeta Venere visibile all'aurora, ed è anche identificato con questo nome. Nella corrispondenza tra divinità greche e romane l'apparizione mattutina del pianeta Venere era personificata dalla figura mitologica del dio greco Phosphoros e del dio latino Lucifer. Analogamente in Egitto Tioumoutiri era la Venere mattutina. Nell'antico Vicino Oriente, inoltre, la "stella del mattino" coincideva con Ishtar per i Babilonesi; Astarte per i Fenici; Inanna per i Sumeri.
In ambiti dell'occultismo e dell'esoterismo, infine, Lucifero sarebbe il detentore di una sapienza inaccessibile all'uomo comune.

## Lucifero nella mitologia greco-romana
Lucifero o Lucifer è una divinità della luce e del mattino della mitologia romana, corrispondente alla divinità greca della luce: Eosforo ("Portatore dell'Aurora") o Fosforo ("Portatore della luce"), nome dato alla "Stella del mattino", era figlio di Eos (dea dell'Aurora) e del Titano Astreo e fu padre di Ceice (Ceyx), re di Tessaglia, e di Dedalione.

## Nella religione greco-romana
Mentre di Lucifero come divinità legata a Venere non abbiamo traccia, esistevano culti dedicati a divinità definite "Lucifere" (cioè Portatrici di Luce).
Oltre a queste, tra le Divinità Maschili Solari più conosciute che ritroviamo nel pantheon greco-romano vi è Apollo, un cui epiteto era Phosphoros (ΦΩΣΦΟΡΟΣ in lettere greche), che tradotto in latino è Lucifer, Lucifero appunto.

## Nella letteratura giudaica extra-biblica
Il giudaismo ortodosso attuale nega l'esistenza di qualsivoglia entità spirituale che non sia Dio, considerandoli rispettivamente come o messaggeri umani o emanazioni impersonali della potenza di Dio/realizzazione di una sua azione (per i cosiddetti angeli) e appellativi di malattie/catastrofi (per i cosiddetti demoni). Questo assumendo che le personificazioni appartengano solo alle correnti eterodosse che si rifanno ai tre libri di Enoch, che è uno dei vari Apocrifi dell'Antico Testamento, o addirittura sono proprio post bibliche (al massimo ravvisabili nelle stesure più tarde), ossia influenze mesopotamiche avvenute nel periodo post-esiliaco e poi Irano-Zorastriste o elleniche. A sostegno di ciò vedasi: Rambam in Guida dei Perplessi 2,4 e 2,6, o come è scritto nel Talmud Yerushalmy (ove dice che i nomi dei malachim sono il risultato della diaspora), David Neumark, Adin Steinsaltz, Michael D. Coogan, Yehoshua Efron e altri.
Generalmente invece è opinione accademicamente diffusa (nel Bereshit Rabba 3,8, Shaye J. D. Cohen, Lawrence Schiffman, Martin Jafee, Jacob Neusner, Bernard J. Bamberger e altri) che fosse comune nel Giudaismo del Secondo Tempio, quindi coevo alla redazione dei vari libri dell'AT, credere ad angeli e demoni come entità a sé stanti (come avviene in Flavio Giuseppe es. in Guerra Giudaica VI: 298 e Antichità Giudaiche 1:73, o i suoi commenti sugli esorcismi), senza dover per forza rifarsi strettamente alla letteratura enochica, ad esempio come retaggio della fase primordiale della religione nel passaggio da enoteismo-monolatria-monoteismo.
I libri di Enoch riportano come angeli furono precipitati nel deserto di Dudael e conficcati sotto un cumulo di pietre. L'enigmatica figura di Azazel, citato nel Levitico, sarebbe uno di loro e corrisponderebbe al dio di Edessa Azizo o alla dea sud-arabica al-Uzzah, entrambi personificazioni del pianeta Venere.

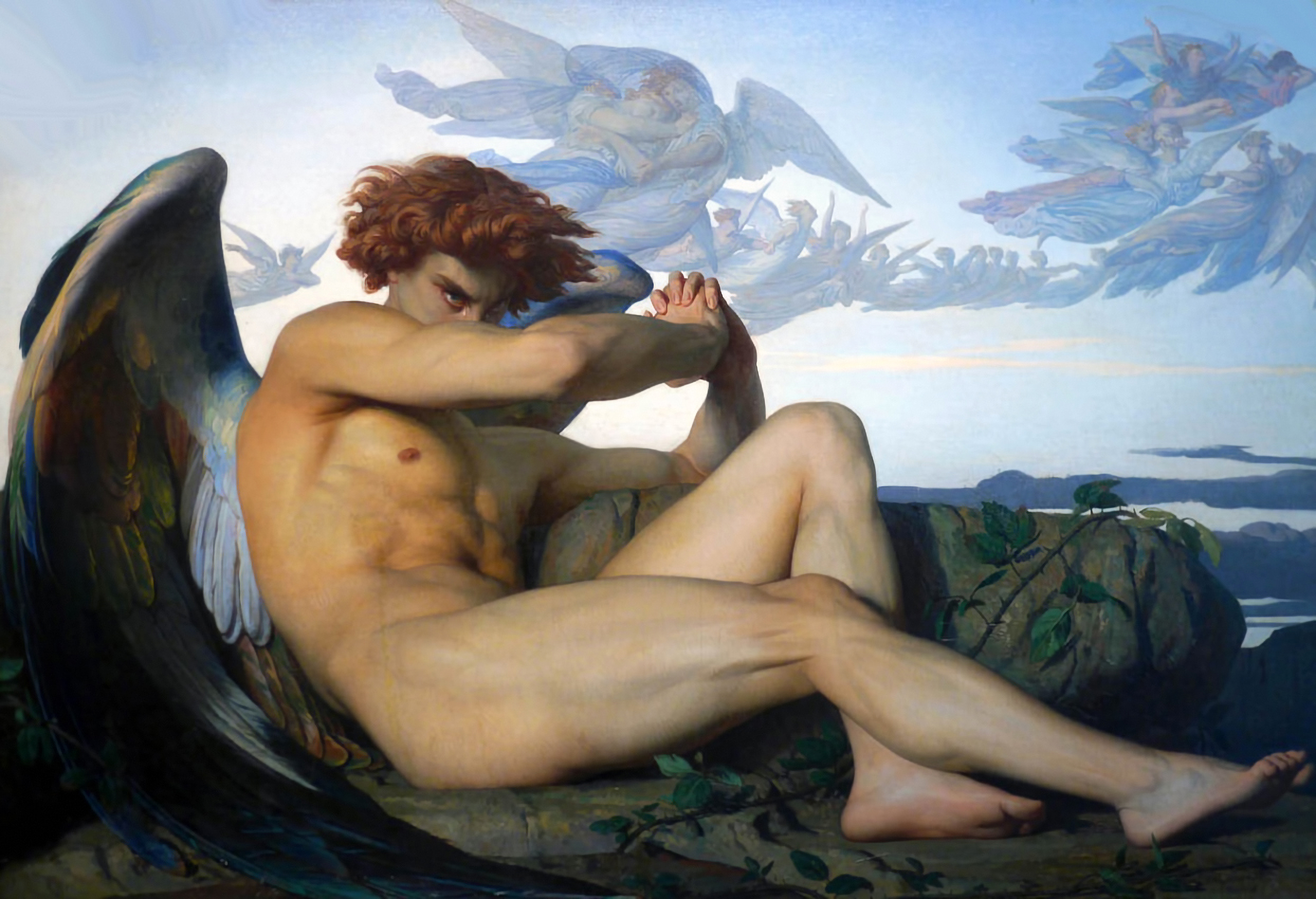
L'angelo caduto, di Alexandre Cabanel

La Jewish Encyclopedia afferma che l'identità fra Sataniel (Satana) ed Helel (Lucifero) risale già a un secolo prima dell'era cristiana, quando alcuni scritti ebraici, come il Secondo Libro di Enoch e la Vita Adam et Evae del I secolo d.C. circa, interpretarono un passo di Isaia e uno di Ezechiele nello stesso senso adottato in seguito dai Padri della Chiesa, riferendolo cioè al racconto della Caduta degli Angeli capeggiati dall'arcangelo Semeyaza (o Samhazai, cioè "il mio nome ha visto"), che sarebbe appunto altro nome di Sataniel. Purtroppo tale passo della Jewish Encyclopedia fa riferimento a tre paragrafi di due fonti dove si parla della caduta di Satana come angelo, ma il termine relativo a Lucifero (e le sue varianti come stella del mattino) non sembra essere presente, quindi tale associazione, con le conseguenze teologiche che ne conseguirebbero, andrebbe presa con molta cautela. Al vaglio, non sembra che altrove esista una documentazione nella letteratura giudaica extra-biblica del termine Lucifero e sinonimi.

## Nell'Antico Testamento
Lucifero (in ebraico הילל, helel, in greco φωσφόρος, in latino lucifer) è il nome classicamente assegnato a Satana dalla tradizione giudaico-cristiana in forza dell'interpretazione prima rabbinica e poi patristica di un passo di Isaia 14,11-15.
Nella Vulgata, cioè la versione in latino della Bibbia, il termine lucifer è utilizzato nell'Antico Testamento solo quando il profeta Isaia lo applica al re di Babilonia, la cui caduta è oggetto dell'ironia del profeta. I Padri della Chiesa tennero conto del frequente accostamento di Babilonia al regno del peccato, dell'idolatria e della perdizione sia nell'Antico sia nel Nuovo Testamento, nonché dei quattro sensi delle Scritture, e identificarono il Lucifero di Isaia con il Satana di Giobbe e dei Vangeli.
Andando nel dettaglio, questa è la traduzione detta Nova Vulgata:

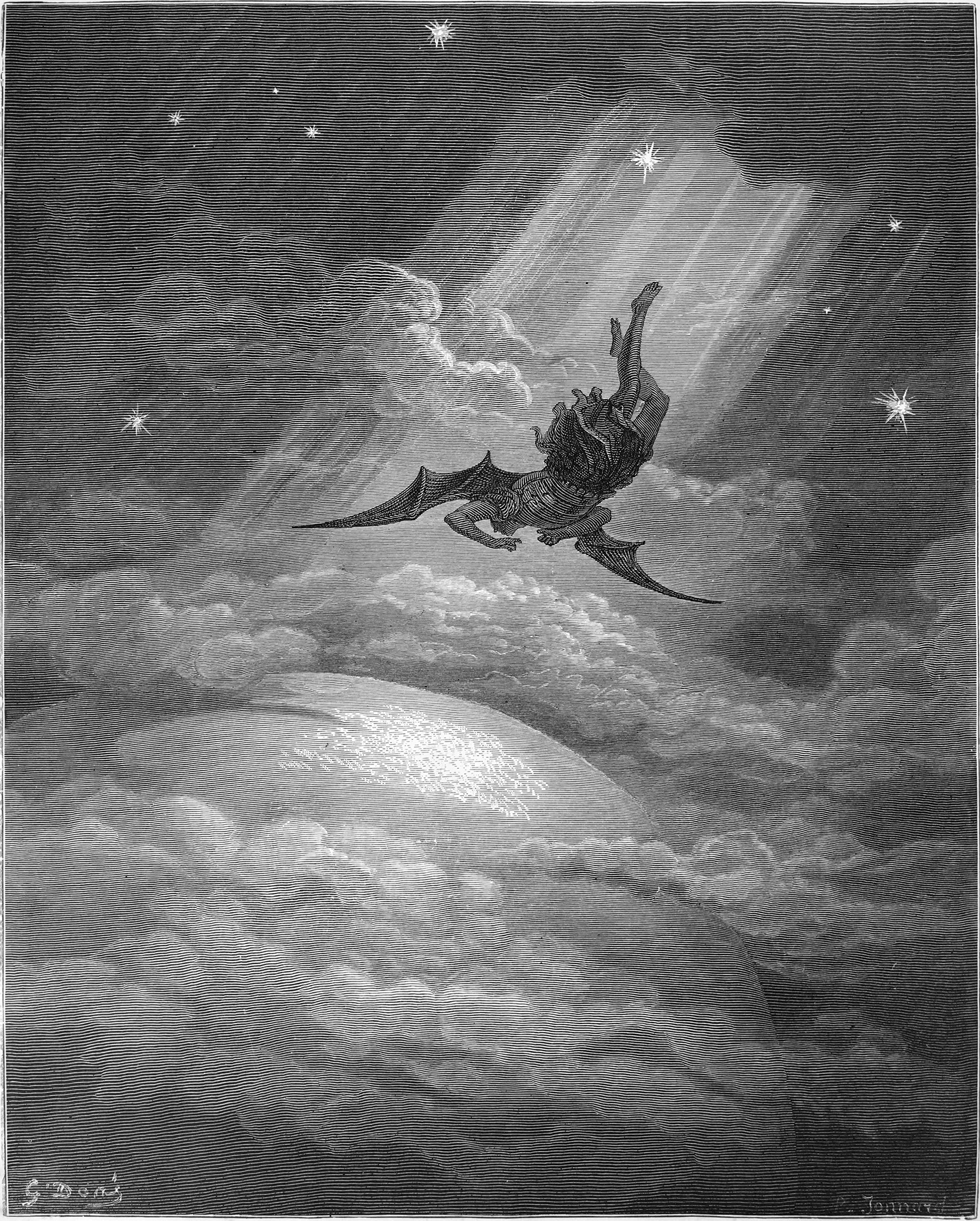
La caduta di Lucifero, illustrazione di Gustave Doré per il poema Paradiso perduto di John Milton

Questa è invece la traduzione ufficiale cattolica CEI 2008:
Mentre le traduzioni italiane precedenti hanno avuto in passato il termine esplicito Lucifero (Isaia 14,11-15), visto come personificazione e non come appellativo, al giorno d'oggi alcuni lo considerano alla stregua di un errore di traduzione sebbene lo slittamento di senso sembri essere successivo.
Questo perché, come già accennato nei paragrafi precedenti, il testo originale mostra la frase הֵילֵל בֶּן-שָׁחַר, letta come hêlel ben sahar (dove helel viene per lo più fatto derivare dalla radice hâlal, "risplendere", anche se esistono dei dibattiti sulla sua etimologia che vedrebbero il termine con radice yâlal, in greco ὀλολύζων, "ululare", "urlare" così come tradotto da Aquila di Sinope e confermato da San Girolamo), e il libro di Isaia mostra molti riferimenti all'epoca della sua (presunta) stesura.
Infatti si parla del V secolo a.C. durante l'esilio in Babilonia e dopo il crollo della monarchia salomonica, con molte invettive contro l'idolatria, e di riflesso verso chi, come i regnanti, voleva equipararsi a divinità. Ci sono alcuni sottili riferimenti infatti alla religione cananea: ad esempio, al versetto 13, quando si parla di Nord, si legge il termine tsaphon, che è legato al nome del dio Baal-Zephon, essendo il dio della montagna eponima, la cui importanza era tale da essere un generico riferimento per il nord. Curioso notare che le due divinità montanare Shachar e Shalim sono doppie divinità dell'alba e del tramonto, rispettivamente. Shalim era legato agli inferi attraverso la stella della sera e associato con la pace. Il nome di Shachar è usato appunto nel nostro versetto 12, tradotto come "stella del mattino". Inoltre Shachar è considerato precursore del dio Attar, la cui vicenda del tentativo fallito di usurpare il trono di Baal è vista da alcuni studiosi come un parallelo evidente con la vicenda narrata nel versetto stesso.
Quando nel versetto 14 viene detto "mi farò uguale all'Altissimo", il termine usato è Elyon, che è un titolo divino pre-israelitico. Il famoso versetto del Deuteronomio 32,8 è stato interpretato come Elyon, dio supremo del pantheon cananeo, che assegna ciascuna delle 70 nazioni del mondo (come si legge in Genesi 10) ad ognuna delle 70 divinità del pantheon stesso, ed in particolare a YHWH fu assegnata la protezione di Israele (mentre ad esempio, in Numeri 21,29 al dio Chemosh viene assegnata la popolazione di Moab). In altri passi Elyon è identificato come YHWH stesso, come in Genesi 17,1, 2 Samuele  22,14, Esodo 6,2 e nei Salmi 97,9.
L'assemblea citata nel versetto potrebbe essere o l'assemblea degli dei cananei o l'assemblea dei protettori delle nazioni (Salmi 72,1).
Secondo Stephen Herbert Langdon l'invettiva di Isaia ha qualche somiglianza con l'Epopea di Erra. Ne Il mulino di Amleto, di G. De Santillana e H. von Dechend, nell'ultima nota di appendice, la 42, viene citato di nuovo Langdon che anziché tradurre il termine ebraico helel, lo considera un nome proprio, come trascrizione dell'epiteto babilonese 'elil' ('lo splendido'), indirizzato a Marduk-Giove, sebbene non abbia riscontri nell'ambito accademico moderno. 
Quindi si riscontra un complesso gioco di riferimenti incrociati di un re a cui si rivolgono ironicamente paragoni illustri a molteplici dei, per esaltare il contrasto della sconfitta e della sua caduta nel tentativo di auto divinizzarsi.
Vi è un altro passo dell'Antico Testamento, che viene tradizionalmente interpretato come un riferimento ad un angelo caduto dunque Lucifero, che ne sarebbe l'eccellenza, la cui dicitura però non compare esplicitamente. Nel libro di Ezechiele, Dio biasima la caduta del principe di Tiro dal suo originario stato di perfezione e di santità, oltre che di alleanza col popolo ebraico. Il messaggio rivolto al "re di Tiro" contiene espressioni che possono applicarsi anche a Satana:
Si osservi che questo principe anonimo è chiamato cherubino, le cui attività terrene (commercio, violenze) lo hanno inviso all'altissimo, mentre in Isaia ci si chiede: "È questo l'uomo che agitava la terra?"Isaia 14,16-17. In Ezechiele 28,2 "mentre tu sei un uomo e non un dio", il che esclude categoricamente ogni possibile congruenza tra questo re e qualsiasi essere spirituale.
Anche il libro di Ezechiele è stato studiato nei suoi parallelismi con il poema di Erra.
La lettura estesa di entrambi i passi denota esseri umani illustri e superbi che nel vano tentativo di equipararsi alle divinità sono decaduti (e di riflesso anche le divinità stesse e i popoli ad essi collegati), ma l'interpretazione tradizionale è successiva.
I principali fautori dell'interpretazione patristica sono Ireneo, San Girolamo, Tertulliano, Origene, nonché San Gregorio Magno, San Cipriano di Cartagine, San Bernardo di Chiaravalle e Sant'Agostino di Canterbury, che concordano tutti – almeno per quanto riguarda le linee essenziali – nell'affermare l'originario stato angelico di Satana e dei suoi demoni, la caduta dal Cielo dovuta alla loro superbia e al loro desiderio di usurpare Dio e infine la loro causalità efficiente nell'aver tentato l'uomo e nell'aver dunque introdotto la morte e il male (metafisico, morale e fisico) nella Creazione, che di per sé era perfetta.
Il passaggio logico che ne emerge è che il termine Lucifero è stato usato più o meno propriamente, ma soprattutto associato a figure che hanno queste caratteristiche: superbia, tentativo di equipararsi a divinità, trasgressione, caduta dal cielo (intesa come gloria, ma poeticamente parallelo al fulgore delle stelle che stanno in cielo), cherubino (il cui significato si è trasformato con lo sviluppo della angelologia) e vari altri. Vista la numerosa presenza di testi scritti in cui Satana, che da attributo (il satana= l'accusatore, in ebraico) si è trasformato in personificazione, è identificato come: angelo, creatura di Dio, superbo, ribelle, caduto dai cieli, fautore del male e della seduzione e via dicendo; la congruenza con le due figure è venuta spontanea nei commentatori dell'AT, diventandone a tutti gli effetti un sinonimo.
La nozione di Satana è stata estensivamente trattata dai Padri della Chiesa come traslazione e personificazione.

## Lucifero nel Nuovo Testamento
Il termine "lucifero" compare nel Nuovo Testamento solo nel suo significato meramente letterale, per indicare la stella del mattino e in senso traslato Cristo, la cui futura seconda venuta in terra segnalerà l'inizio di un mondo nuovo di luce:
E così abbiamo conferma migliore della parola dei profeti, alla quale fate bene a volgere l'attenzione, come a lampada che brilla in un luogo oscuro, finché non spunti il giorno e la stella del mattino si levi nei vostri cuori.
Nell'Apocalisse Cristo stesso si definisce "stella radiosa del mattino" (22,16) e promette la "stella del mattino" come ricompensa per chi persevera nelle buone opere (2,28).
Nei primi secoli della Chiesa, quindi, il nome Lucifer è stato considerato un titolo di Cristo: per esempio nell'inno Carmen aurorae, o come un nome adatto per i bambini cristiani. Vedi San Lucifero, il vescovo di Cagliari (morto nel 370).

D'altra parte nel nuovo testamento ci sono molti passi che confermano la crescente divergenza teologica ed interpretativa del credo che diverrà cristiano con la precedente tradizione ebraica, riconoscendo in Satana un angelo caduto. Questo a partire dal passo dell'Apocalisse ove si legge:

Si pensi inoltre alle parole di Cristo stesso, che implicitamente riconosce l'identità dell'Angelo caduto come Satana quando afferma:
Si potrebbero moltiplicare i riferimenti evangelici o comunque scritturali in cui Satana e il suo esercito vengono chiamati «angeli».
Come culmine e compimento della tradizione patristica, anche Tommaso d'Aquino accetta l'identificazione di Lucifero con Satana e anzi dimostra che solo a partire da tale identificazione si può mostrare la chiara origine del cosiddetto mysterium iniquitatis, posto che per il Cristianesimo il nome Lucifero rimane solo indicazione di ciò che il diavolo era in origine ma che ora non è più, dato che tale nome sarebbe appunto stato cancellato dal Cielo e ora lo si dovrebbe chiamare solamente Satana o più genericamente accusatore.

## Il Lucifero gnostico

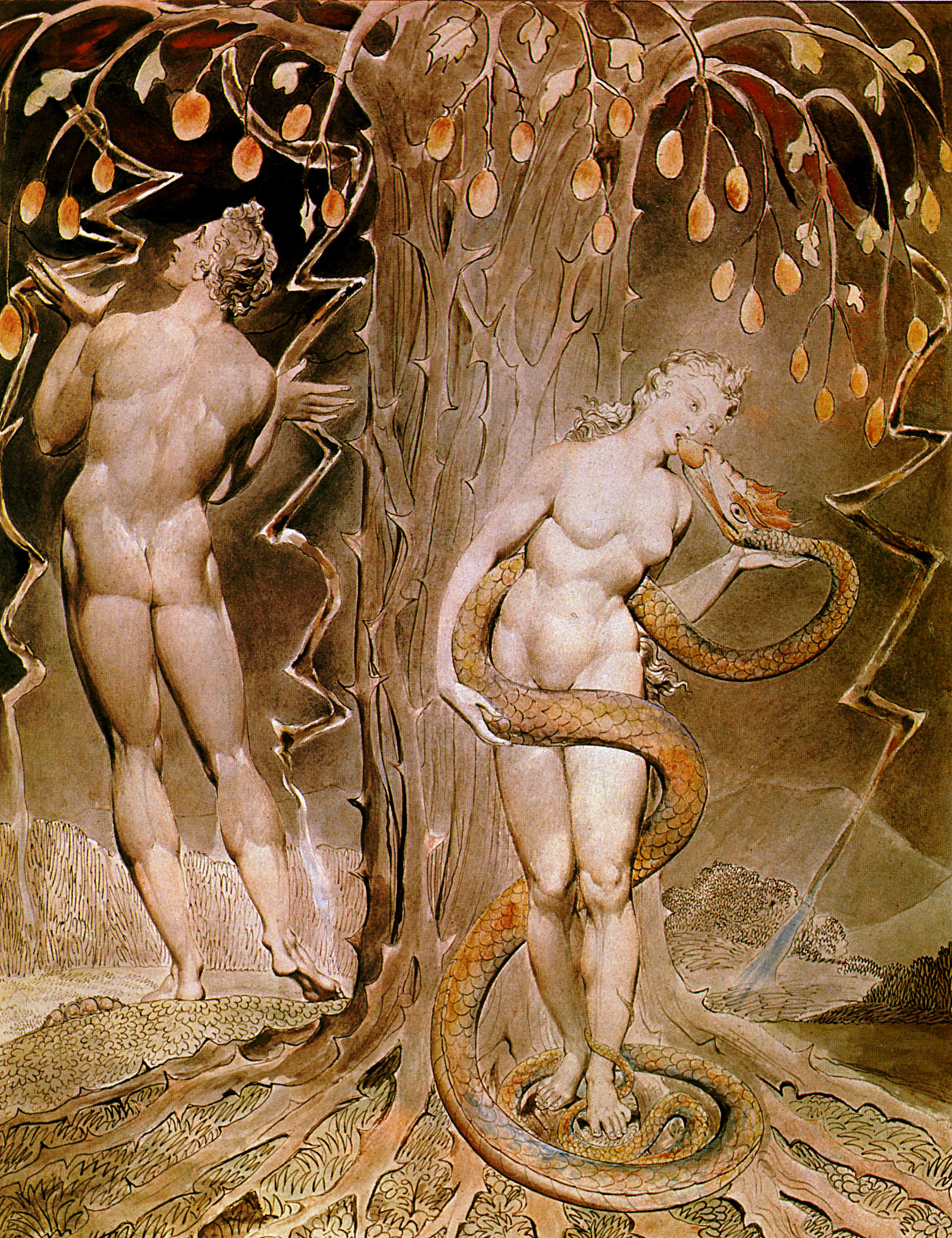
La Tentazione e la Caduta di Eva, di William Blake

Accanto alla tradizione teologica e letteraria riguardo Lucifero si sviluppò, già nei primi tempi di fioritura e di espansione delle dottrine cristiane, una corrente gnostica che reinterpretò la figura luciferina in chiave salvifica e liberatrice per l'uomo, capovolgendo al contempo l'immagine del Dio Creatore Jahvé, dipinto come un «tiranno».
Secondo tale dottrina, che ha radici tanto nel Marcionismo quanto nel Manicheismo, il serpente/Lucifero descritto nella Genesi sarebbe colui che ha indotto l'uomo alla conoscenza, la scientia boni et mali, e dunque all'elevazione dell'uomo a divinità, pur contro la volontà del Dio supremo che avrebbe voluto invece mantenere l'uomo quale suo suddito e schiavo, cioè quale essere inferiore.

In tale dottrina il nome Satana scompare quasi del tutto in favore del nome Lucifero, che viene interpretato alla lettera come "Portatore di luce" e viene perciò eletto quale salvatore dell'uomo. Tutto ciò è in evidente contrasto con la concezione classica del Cristianesimo, secondo la quale invece l'aspetto luminoso di Satana è solo un mascheramento e uno strumento di seduzione. È San Paolo il primo a ricordare che: 

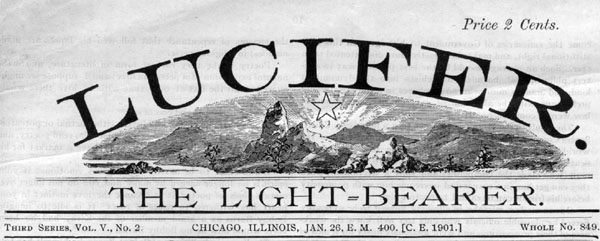
Copertina del Lucifer the Lightbearer, periodico statunitense ispirato a Lucifero che esaltava l'anarchismo femminista (edito dal 1883 al 1907)

Comunque l'idea di Lucifero come principio positivo nonché il suo accostamento alla figura di Prometeo saranno dei motivi ripresi da una lunghissima tradizione gnostica e filosofica che nella storia ha trovato echi nell'Illuminismo, nella Massoneria, nel Rosacrocianesimo, nel Romanticismo di Byron, di Shelley, di Joost van den Vondel, di John Milton, di Oscar Wilde, di Baudelaire e persino di Blake.
Tra gli autori italiani è interessante ricordare l'inno A Satana di Carducci, Del regno di Satana di Terenzio Mamiani, e il poema Lucifero di Mario Rapisardi.
In tempi più recenti si ritrovano richiami a Lucifero nella teosofia di Madame Blavatsky e nella sua contemporanea derivazione New Age inaugurata da Alice Bailey; in ultimo certo si può aggiungere a tale lista anche il cosiddetto transumanesimo, nonché alcuni dei movimenti neopagani radunati sotto al nome di Wicca.
Tutta questa enorme cultura, la cui matrice luciferica è rimasta sempre più o meno celata, può essere compendiata nel termine luciferismo (o luciferianesimo) inteso come controparte del satanismo, ove quest'ultimo accetta l'identificazione di Lucifero e Satana e anzi venera proprio l'aspetto tenebroso e demoniaco di Lucifero/Satana, mentre la visione luciferiana usualmente non accetta tale identificazione oppure l'accetta solo per risolvere l'aspetto satanico nell'aspetto luciferino (cioè l'aspetto tenebroso nell'aspetto luminoso). Posto che satanismo e luciferismo non si oppongono l'uno all'altro, il culto di Lucifero come entità spirituale oppure più semplicemente come simbolo ideale ha come presupposti teologico-filosofici l'identità fra Dio e Sophia (la Sapienza) e dunque la divinità della luce di conoscenza nell'uomo, nonché infine la benignità essenziale di qualsiasi entità che sia Portatore di luce, cioè portatore di conoscenza. Secondo tale visione dunque Cristo e Lucifero o sono figure complementari oppure sono addirittura la stessa persona in due aspetti e momenti diversi, per cui il Satana che compare nei Vangeli sarebbe stato anche il tentatore di Lucifero all'inizio dei tempi (il che presuppone la non-identità fra Lucifero e Satana). Tutto ciò rimane però senza basi teologiche o scritturali, esclusa una libera interpretazione in cui un principio delle filosofie orientali quale la complementarità di Bene e Male è eretto a criterio di lettura di un testo che non appartiene all'Oriente e che fondamentalmente non condivide tale principio. A tale proposito il Magistero ecclesiale avverte i cristiani con le parole di San Paolo:
« Nessuno vi derubi a suo piacere del vostro premio, con un pretesto di umiltà e di culto di angeli, affidandosi alle proprie visioni, gonfio di vanità nella sua mente carnale, senza attenersi al Capo, da cui tutto il corpo (...) progredisce nella crescita che viene da Dio. »  ( Col 2,18-19, su laparola.net.)

### Differenze con Satana
All'interno di tradizioni cristiane più propriamente esoteriche, Lucifero è un essere differente da Satana, sebbene entrambi rappresentino due aspetti diversi di uno stesso principio del Male. Mentre Satana è una potenza più antica identificabile piuttosto con Arimane o Mefistofele, che cerca di degradare l'uomo trascinandolo nella materialità e inducendolo a riconoscersi soltanto nella natura e negli aspetti più bassi della creazione, Lucifero sarebbe il «Diavolo» in senso letterale («colui che divide»), il quale opera per risvegliare nell'uomo il suo libero arbitrio, conducendolo però in tal modo a esaltare la sua superbia e il suo egoismo. Lucifero sarebbe cioè il Tentatore per eccellenza che agisce nell'interiorità dell'uomo per destarvi passioni malsane, mentre Satana lavorerebbe dall'esterno per vincolare l'umanità alla Terra, sovrintendendo allo sviluppo di mezzi mondani e tecnologici al fine di occultare le sue origini spirituali.
Analogamente Rudolf Steiner distingue Arimane da Lucifero, sostenendo come «gli spiriti arimanici, o spiriti mefistofelici, sono quelli che propriamente (se si prendono i nomi con esattezza) vengono chiamati dalla concezione medioevale gli spiriti di Satana, da non confondersi con Lucifero». Una forza malefica ancora più antica di Arimane è infine quella degli Asura, che comincerebbe a far sentire i suoi influssi solo a partire dall'epoca attuale e sempre più in avvenire. Sempre Steiner afferma che ciò che induce al ritrarsi di Lucifero sono i principi di moralità. Lucifero agirebbe sul corpo astrale, sede dei sentimenti e delle passioni.

## Lucifero nel neopaganesimo

Il Sigillo di Lucifero, un sigillo considerato magico e utilizzato occasionalmente dai Pagani

Dianus o Lucifero è un dio della Vecchia Religione, fratello, figlio e consorte della dea Diana, Signore della Luce e del Mattino.
Lucifero, o Lucifer è l'antico nome di una divinità romana, identificata con il greco "Eosforo" (torcia di Eos, o Aurora), e con la Stella del mattino. Solo successivamente venne associato con Satana. 
Dianus Lucifero è conosciuto anche come Dis (Kern) nell'aspetto di dio della morte e dell'aldilà, e come Lupercus nell'aspetto di "Figlio della Promessa", portatore di speranza e Luce.
Ha tre aspetti:
- Il Cornuto: Signore delle foreste selvagge e dio della fertilità e sensualità e della vita e morte, simile al dio Cernunnos dei Celti.
- L'Incappucciato: Signore dei capi (di bestiame) e delle piante. Re del raccolto e Signore della flora; Rex Nemorensis, simile al Greenman dei Celti.
- L'Anziano: Signore della saggezza e guardiano dei santuari.

Nel culto della Vecchia Religione il dio Dianus Lucifero è intimamente legato agli antichi misteri del dio etrusco Tinia, e agli dei greco-romani come Pan, Bacco, Apollo, Prometeo, Zeus.

## Lucifero nella letteratura
da mezzo ’l petto uscia fuor de la ghiaccia»
(Dante Alighieri, Inferno, Canto XXXIV, 28-29)
Della visione patristica riguardo Satana/Lucifero risente tutta la letteratura e la filosofia cristiana almeno fino al XVIII secolo (e oltre). Ciò portò Dante Alighieri, Joost van den Vondel e John Milton a dare una rappresentazione di Lucifero che ben palesava la sua totale identificazione con l'origine prima del Male (principe dei demoni, delle tenebre, dell'Inferno e di questo mondo, nonché il Nemico di Dio e degli uomini). Alla fine del secondo atto di Lucifero (1654) come nel canto primo di Paradiso Perduto (1667) il fruitore ha la possibilità di comprendere che uno dei motivi che muovono Lucifero sia la volontà di opporsi alla subordinazione. Per Lucifero anche il governo di un regno di natura inferiore rispetto a quella celeste (in questo caso l'Inferno) è di gran lunga migliore rispetto alla condizione di subalternità in Paradiso.
Nella Divina Commedia viene spiegato che la sede di Lucifero è il fiume infernale "Cocito", ma la mitologia greco-romana vuole che la dimora terrestre dell'angelo caduto sia il Lago d'Averno. Celebre è inoltre il verso con cui Dante preannuncia al lettore la sua presenza, "Vexilla regis prodeunt inferni".

## Lucifero nell'arte
Il diavolo e Lucifero nell'arte paleocristiana è rappresentato come un serpente in accordo con Libro della Genesi. Nel Medioevo, in seguito all'identificazione operata dai Padri della Chiesa è rappresentato come un mostro terrificante a tre teste. A partire dal secolo X si presenta con le ali spezzate, per ricordare la sua caduta dal cielo, e con le corna in testa, simboli del paganesimo sconfitto. Le ali di pipistrello, emblemi di degradazione della virtù angelica, vengono introdotte con le invasioni dei Mongoli che introducono elementi dell'iconografia orientale, come nel Lucifero dantesco nell'Inferno - Canto trentaquattresimo, vv. 16-56. Anche il dio Pan è all'origine di alcune caratteristiche del demonio: corpo peloso, zoccoli e corna di capro. L'iconografia del diavolo fissata dagli artisti tra i secoli XIII e XIV è derivata anche da testi apocalittici ed apocrifi. Tra gli esempi più famosi si ricordano il Lucifero giottesco nella Cappella degli Scrovegni e quello di Coppo di Marcovaldo nel Battistero di Firenze. Gli animali che divorano i dannati accentuano la natura insaziabile di Satana. Il motivo di Satana con la "bocca divorante" riflette un'antica concezione della divinità come principio nel contempo creatore e distruttore. Le corna di Lucifero richiamano pure quelle del dio celtico Cernunnos.

## Galleria d'immagini

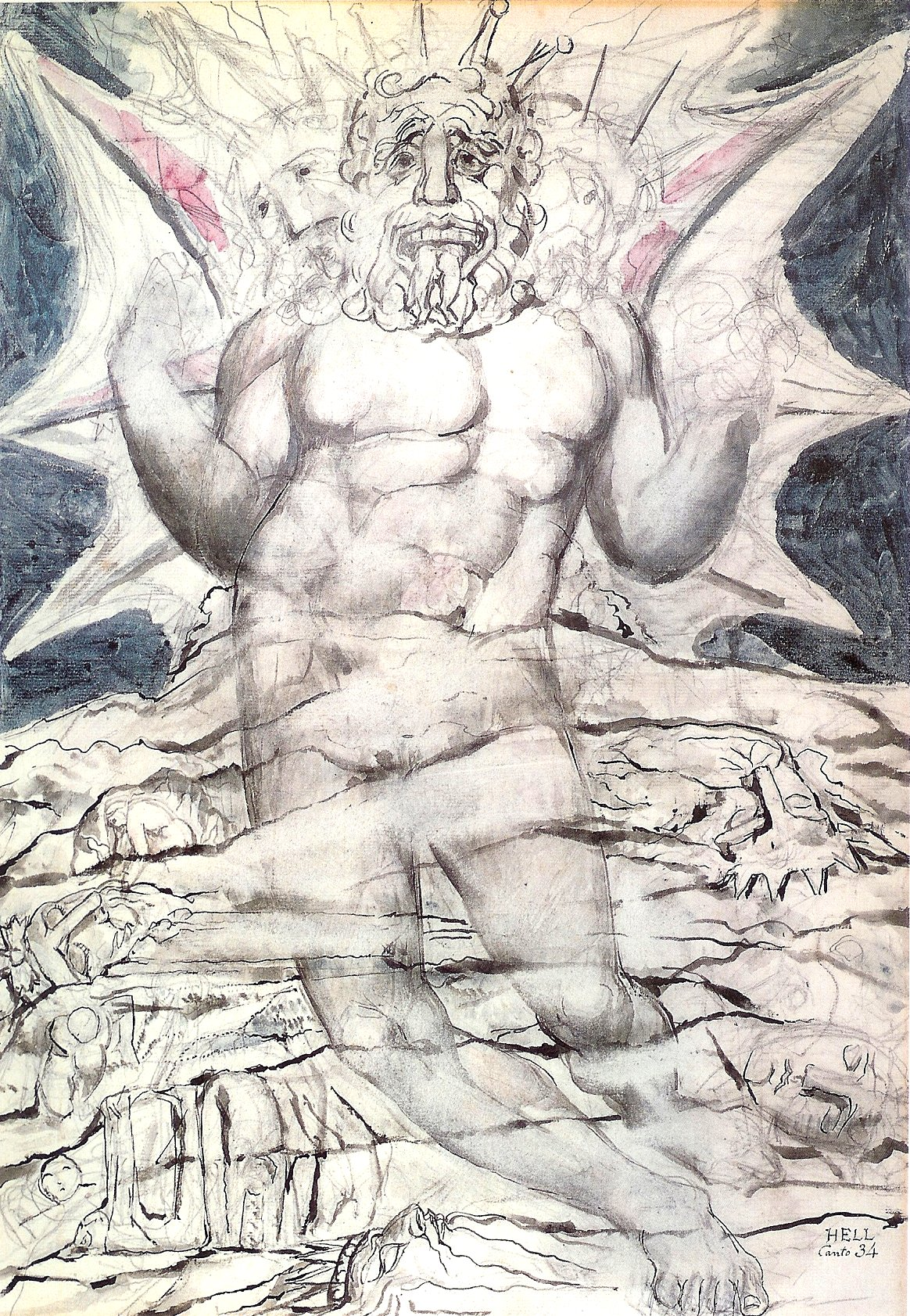
Lucifero, di William Blake per l'Inferno di Dante (canto 34)
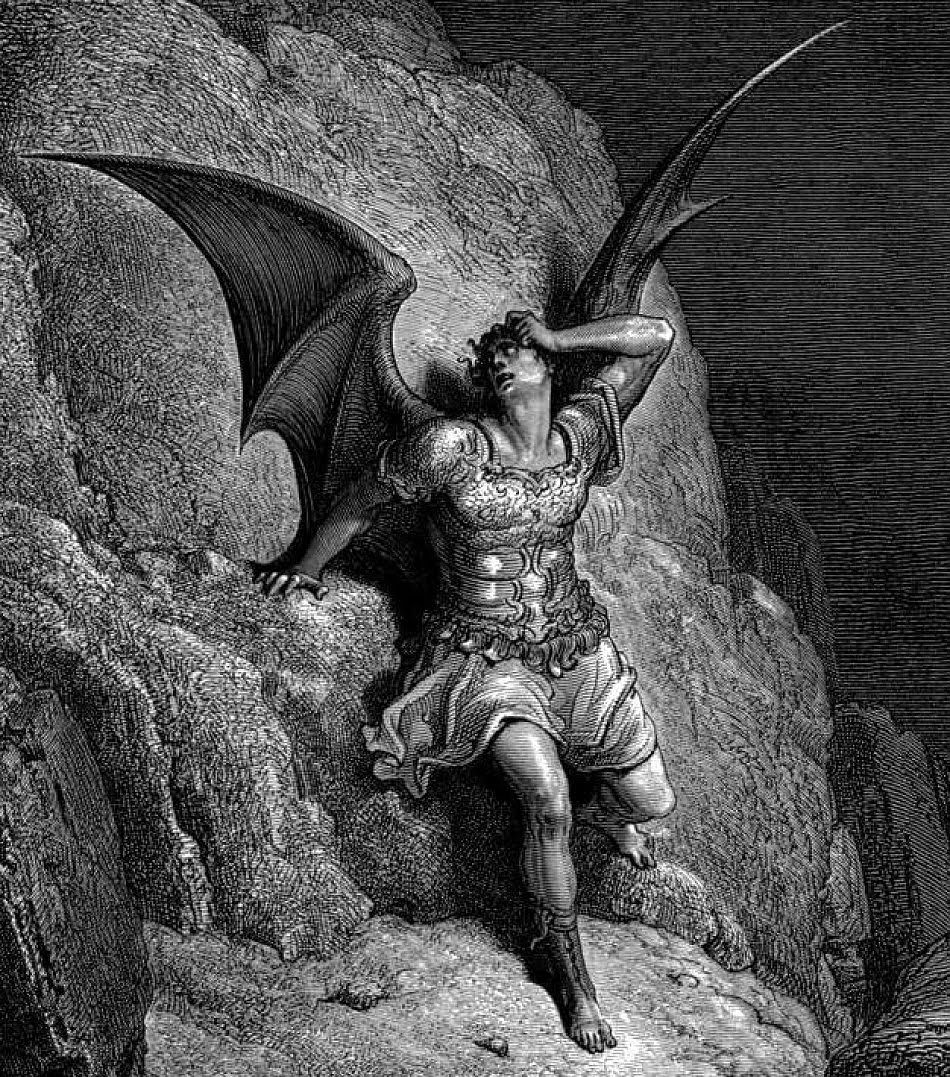
Raffigurazione di Lucifero, di Gustave Dorè
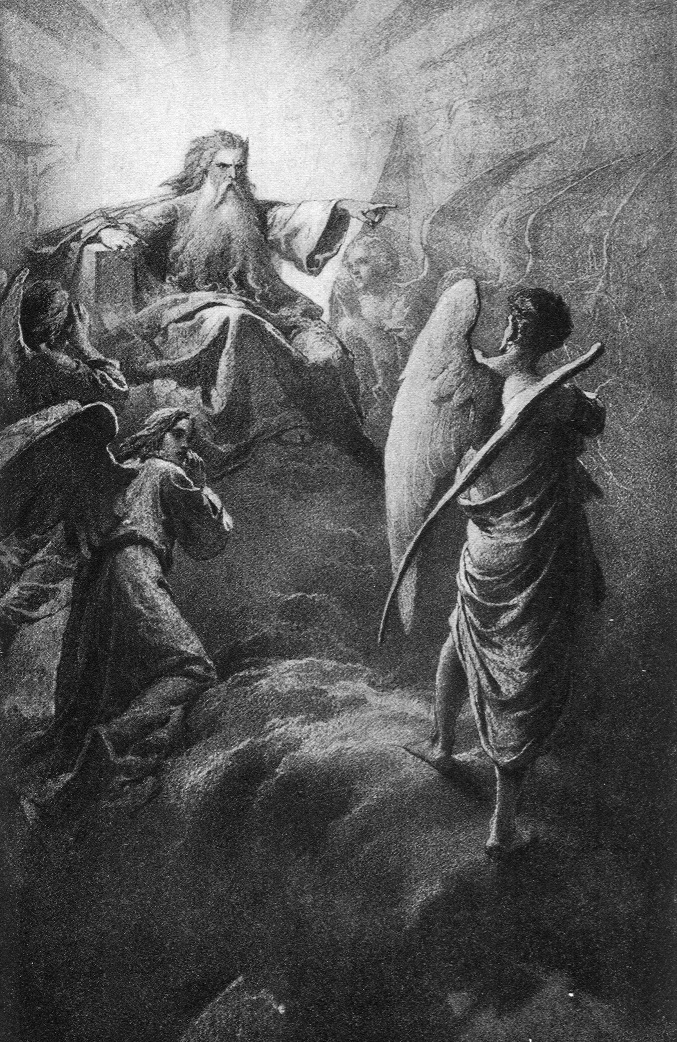
Lucifero sfida il Signore, di Mihály Zichy
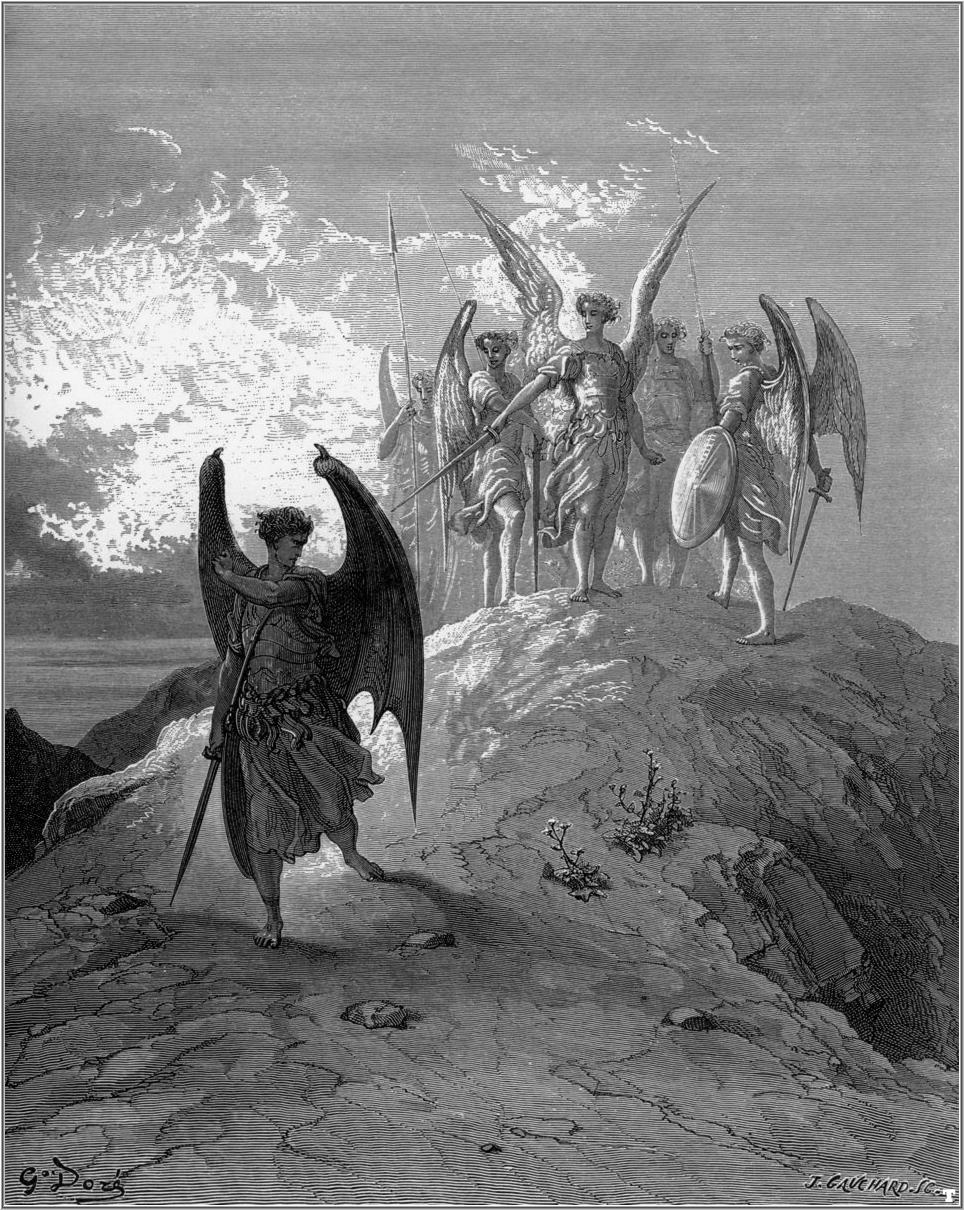
Lucifero viene mandato via da Michele, di Gustave Dorè
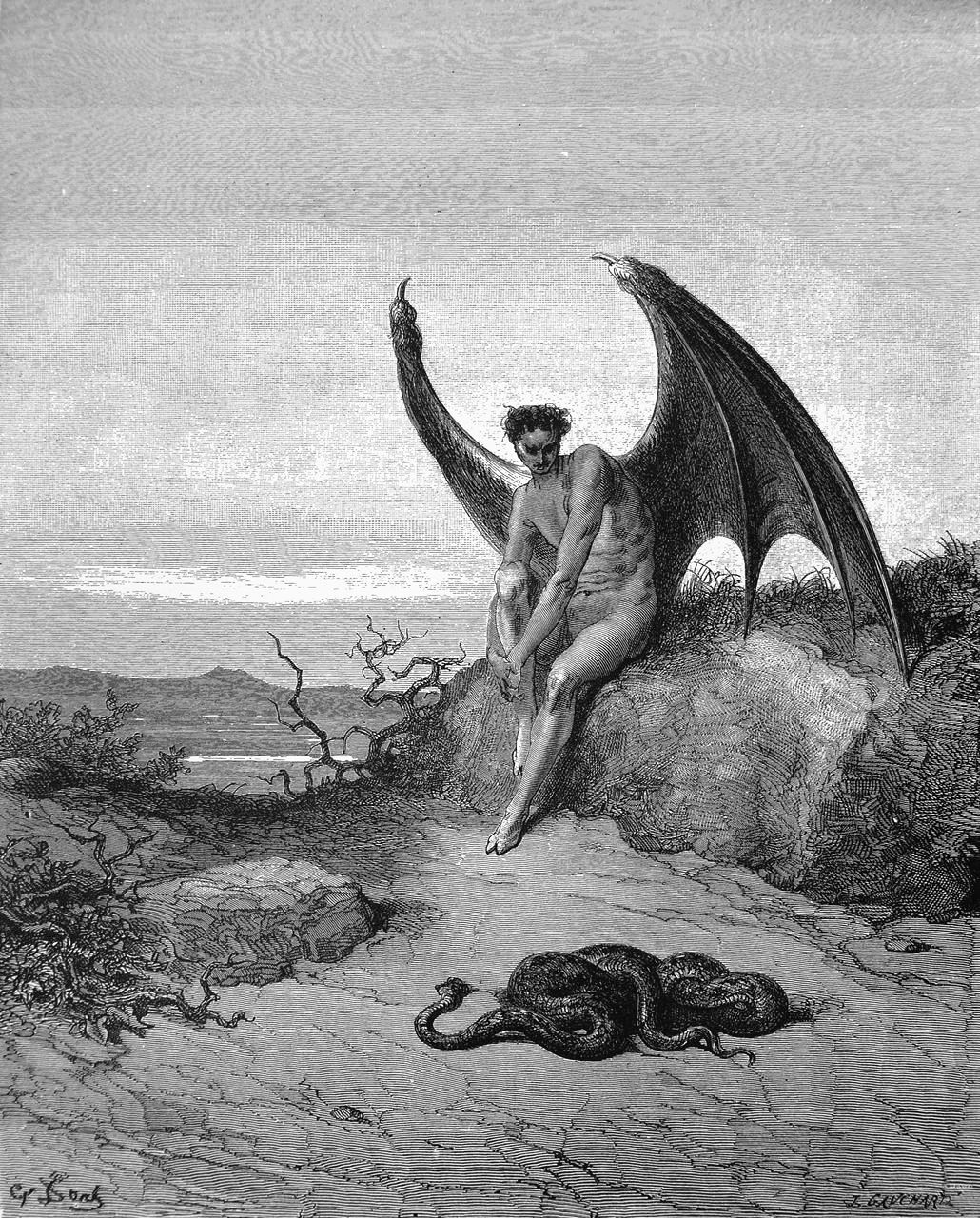
L'angelo caduto, di Gustave Dorè
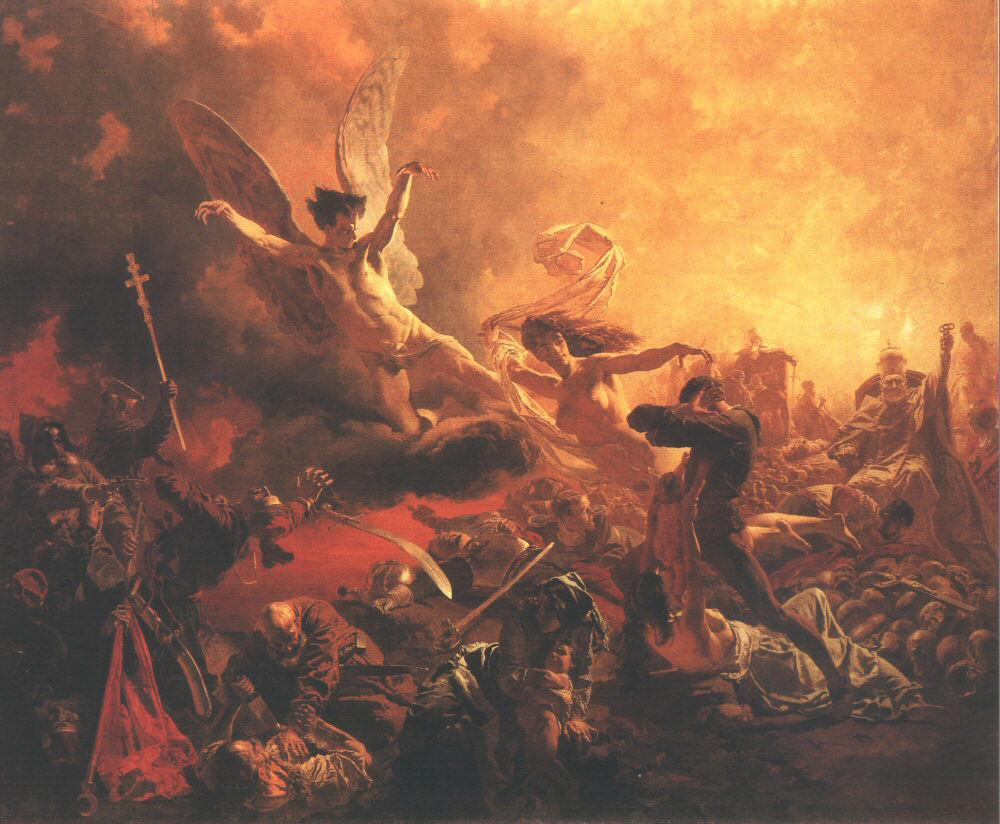
Il trionfo del genio della distruzione, di Mihàly Zichy
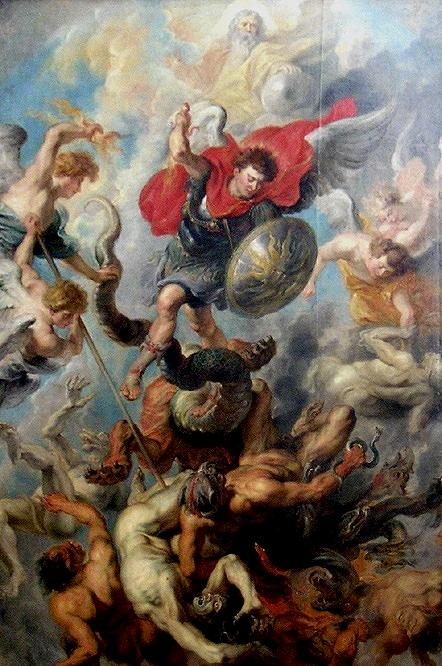
La caduta all'inferno, di Peter Paul Rubens
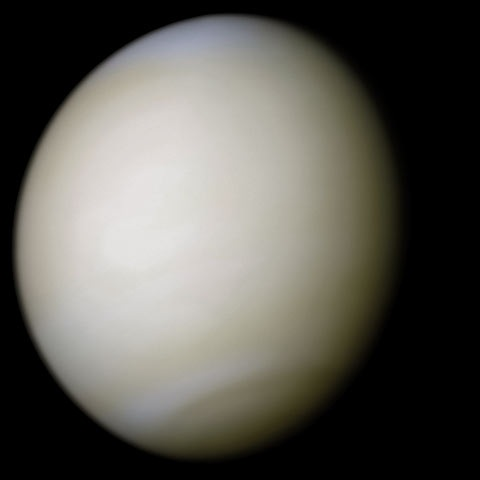
Il pianeta Venere, detto in latino Lucifero o Phosphoros, o anche Vespero

## Nella cultura di massa
Il personaggio di Lucifero ha ricevuto varie rappresentazioni in molte opere:
- Nella serie televisiva statunitense Lucifer, egli ricopre il ruolo di protagonista.
- Nella serie animata Hazbin Hotel, egli figura in un ruolo secondario come il padre amorevole della protagonista, Charlie Stella del Mattino.[78]
- Nel videogioco Helltaker, è raffigurato come una ragazza leale, dai lunghi capelli bianchi (con una lunga coda tra i capelli), una camicia con cravatta e guanti bianchi. Ama i pancake e il vino, lei è l’ottavo personaggio ad essere invita a un harem.